# ブレイクスルー佐々木
ブレイクスルー佐々木（ブレイクスルーささき、1995年-)は、日本のYouTuber、実業家、著作家。

## 概要
早稲田大学高等学院を経て、早稲田大学先進理工学部を卒業。早稲田大学大学院修士課程を修了。高校も大学も首席で卒業。
大学院在学中にYouTubeに「ブレイクスルー佐々木チャンネル」を開設して教育系の動画を投稿することを始める。
活動を始めたきっかけはHIKAKINの動画に出会ったことで、さらに決め手になったことははなおでんがんを知ったことから。はなおでんがんのように世間では高学歴とされる人物がYouTuberをやっていることから、自らも同じようなことをしたいと思うようになり活動を始めた。
例えば勉強をする際には室温は25度にすれば良いや、机は窓際に置くことで眠気が起こりにくくなったり頭の回転が速くなるなどの、勉強法を伝授する動画を作成して投稿している。
UUUMという事務所に所属してYouTuberの活動を行ってきたのだが、2020年にUUUMを退所。
2021年3月には『効率爆上がり 生活術大全』という書籍をKADOKAWAから出版。
2022年には内閣府とブレイクスルー佐々木がコラボレーションをする。ブレイクスルー佐々木は若年層に勉強方を指南する動画で人気であることから、若年層に北方領土問題に関心を持っていもらうことを狙いとする。コラボレーションでの動画の内容は約16分間で、ブレイクスルー佐々木が根室市などの北海道の5市町村を訪れ、そこから見える北方領土や北方領土の資料館を紹介するというもの。この動画には北方領土関連だけではなく、当地のグルメや観光スポットをめぐるという内容も含まれている。
2022年3月の時点で自身のYouTubeチャンネルの登録者数は88万人で累計1.7億回再生されている。このノウハウを生かして、ブレイクスルー佐々木が代表を務める株式会社Lugiaは企業のYouTubeチャンネル運用代行事業を開始する。
2022年9月18日に自身のYouTubeのチャンネル登録者数が100万人を突破。
2023年3月には北方領土隣接地域振興対策根室管内市町連絡協議会はブレイクスルー佐々木を起用した動画を作成する。動画の内容は約7分間で、なぜ北方領土問題は解決しないかを語るというもの。3月10日に公開されて、3月26日の時点で再生回数は1万6,000回を越える。
日経BPから出版されている『キーワードで学ぶ最新情報トピックス2024』に掲載される。

## 最近の現状
最近は受験生を応援するために自ら全国各地に赴き、さまざまな企業と協力し役立つものを配布している。
ショートにも力を入れえており視聴者からの質問を独自の視点と論文等の根拠から素早く解説している。